# Enicospilus fullawayi
Enicospilus fullawayi är en stekelart som beskrevs av Joseph Augustine Cushman 1944. Enicospilus fullawayi ingår i släktet Enicospilus och familjen brokparasitsteklar. Inga underarter finns listade i Catalogue of Life.